# Petropavlivka
Ne doit pas être confondu avec Petropavlivka (Louhansk).
Petropavlivka (en ukrainien : Петропавлівка, en russe : Петропавловка, Petropavlovka) est une commune urbaine de l'oblast de Dnipropetrovsk, en Ukraine, et le centre administratif du raïon de Petropavlivka. Sa population s'élevait à 6 651 habitants en 2022.

## Géographie
Petropavlivka est arrosée par les rivières Samara et Byk, dont le point de confluence se trouve juste au nord de l'agglomération. Ces deux rivières font partie du système hydrologique de la rive gauche du fleuve Dniepr. Petropavlivka est située à 108 km à l'est de Dnipro et à 481 km au sud-est de Kiev.

## Histoire
La sloboda a été fondée en 1775 sous le nom de Petropavlovka, se plaçant sous le patronage de saint Pierre et de saint Paul auxquels l'église est consacrée. La localité compte en 1777 environ un millier d'habitants. Elle fait partie de l'ouïezd de Pavlodar dans le gouvernement d'Iekaterinoslav. Sa population est de 8 135 habitants en 1898. Il y a deux églises orthodoxes, une maison de prières juive, une école de zemtsvo avec un atelier d'apprentissage, une école paroissiale, quatre marchés, des boutiques et des entrepôts. La nouvelle église Saint-Pierre-et-Saint-Paul est construite en pierre en 1910. 
Petropavlivka est occupée à l'automne 1941 jusqu'au 10 septembre 1943 par l'armée allemande. Elle a le statut de commune urbaine depuis 1957. Elle compte 10 148 habitants en 1989. Après l'effondrement de l'URSS, une communauté baptiste apparaît dans la commune. En proie à des difficultés économiques, la population de Petropavlivka ne cesse de baisser.

## Population
Recensements (*) ou estimations de la population :
| 1959* | 1970* | 1979* | 1989*  | 2001* |
| ----- | ----- | ----- | ------ | ----- |
| 7 635 | 9 408 | 9 793 | 10 148 | 9 256 |

| 2009  | 2010  | 2011  | 2012  | 2013  |
| ----- | ----- | ----- | ----- | ----- |
| 7 958 | 7 865 | 7 749 | 7 644 | 7 553 |

| 2022  | - | - | - | - |
| ----- | - | - | - | - |
| 6 651 | - | - | - | - |

## Transports
Petropavlivka se trouve à 132 km de Dnipro par la route.